# Valentino Graziadei

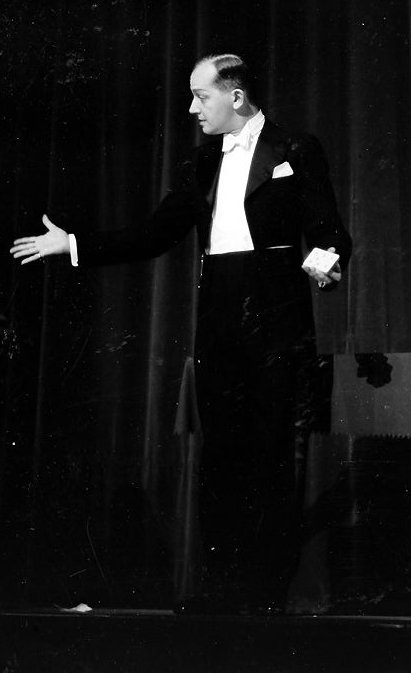
Valentino Graziadei bei einem Auftritt im Kabarett der Komiker, 1935

Valentino Graziadei (* 18. Oktober 1898 in Calceranica al Lago, Tirol, heute Trentino-Südtirol; † 30. Dezember 1965 in Wien) war ein österreichischer Zauberkünstler.
Graziadei wurde 1898 im heutigen Trentino geboren. Er war der Sohn eines Gemüsegroßhändlers und gelernter Buchhändler. In Wien wurde die Zauberkunst zu seiner Leidenschaft und Graziadei war schon bald mit seinem Programm in allen großen europäischen Varietés zu Hause. Seine Lieblingstricks waren der 4-Ass-Trick, das Kartenstechen und die „heißen Stühle“. Da er auch als Croupier in Casinos arbeitete, lernte er viele Tricks von Falschspielern. Nach dem Zweiten Weltkrieg beendete er seine Karriere. Graziadei starb 1965 in Wien.